# Anton Cermak
Pour les articles homonymes, voir Čermák.
Anton Joseph Cermak, en tchèque Antonín Josef Čermák, né le 9 mai 1873 et mort le 6 mars 1933, est un homme politique américain membre du Parti démocrate, qui est élu maire de Chicago en 1931. Il est assassiné pendant son mandat, par Giuseppe Zangara en 1933.

## Biographie
Un an après sa naissance à Kladno, une ville minière de Bohême (aujourd'hui en République tchèque), sa famille part s'installer aux États-Unis. Comme son père, il travaille très jeune dans les mines de charbon de Joliet, dans la banlieue sud-ouest de Chicago. Il s'installe ensuite à Chicago où il travaille comme serre-frein pour une compagnie de chemin de fer. Il lance, en 1892, une compagnie de transport de bois et charbon. Otto Kerner, Jr. (1908-1976), son gendre, deviendra le 33e gouverneur de l'Illinois.

## Parcours politique
Cermak commence sa carrière politique en tant que precinct captain puis il est élu en 1902 à l'Assemblée générale (législatif) de l'État de l'Illinois. Sept ans plus tard, il est élu conseiller municipal (alderman) de la douzième circonscription (12th Ward) du conseil municipal de Chicago, celle du secteur de Bridgeport. Cermak est élu président du pouvoir exécutif du gouvernement du comté de Cook (President of the Cook County Board of Commissioners) en 1922, président du parti Démocrate de ce comté dès 1928. Cette même année, il se présente à l'élection au Sénat des États-Unis (United States Senate) mais il est battu par le républicain Otis Ferguson Glenn.
Ses talents politiques et organisationnels lui permettent de créer une des organisations politiques les plus puissantes à ce jour et Cermak est considéré comme le père de la machine démocrate de Chicago. Avec le soutien du 32e président des États-Unis Franklin Delano Roosevelt (1933-1945), Cermak courtise progressivement des membres de la communauté afro-américaine grossissante de Chicago qu'il attire vers le Parti démocrate.
Il se présente à l'élection à l'hôtel de ville de Chicago en 1931 et l'emporte largement contre le flamboyant maire sortant William Hale Thompson, un républicain largement compromis avec le crime organisé de Chicago et ses figures telles que Al Capone (aucun républicain n'est devenu maire de la ville depuis).
Alors que Thompson le critique sur ses origines : « Je ne monterai pas derrière ce Bohunk, Chairmock, Chermack ou quel que soit son nom. Tony, Tony, où est votre chariot de golf ? Pouvez vous imaginer le maire d'une exposition universelle ? Avec un nom comme celui-là ? », Cermak aura cette réplique célèbre : « Il n'aime pas mon nom... c'est vrai que je ne suis pas venu sur le Mayflower, mais je suis venu aussi vite que j'ai pu. », un sentiment que beaucoup de Chicagoans pouvaient partager.
Le 19 décembre 1932, une patrouille de la police de Chicago conduite par les détectives Harry Lang et Harry Miller, forcent le bureau de Frank Nitti, alors parrain de la Mafia. Lang tire trois fois sur Nitti dans le dos et le cou. Il se tire ensuite une balle sur lui-même (s'éraflant simplement la peau) pour justifier un tir en légitime défense, prétendant que Nitti a d'abord tiré sur lui. Des témoignages au tribunal, révèleront plus tard que la tentative de meurtre a été ordonnée personnellement par Cermak, ce dernier désirant remplacer les Capones par des gangsters à sa solde,.

### Assassinat

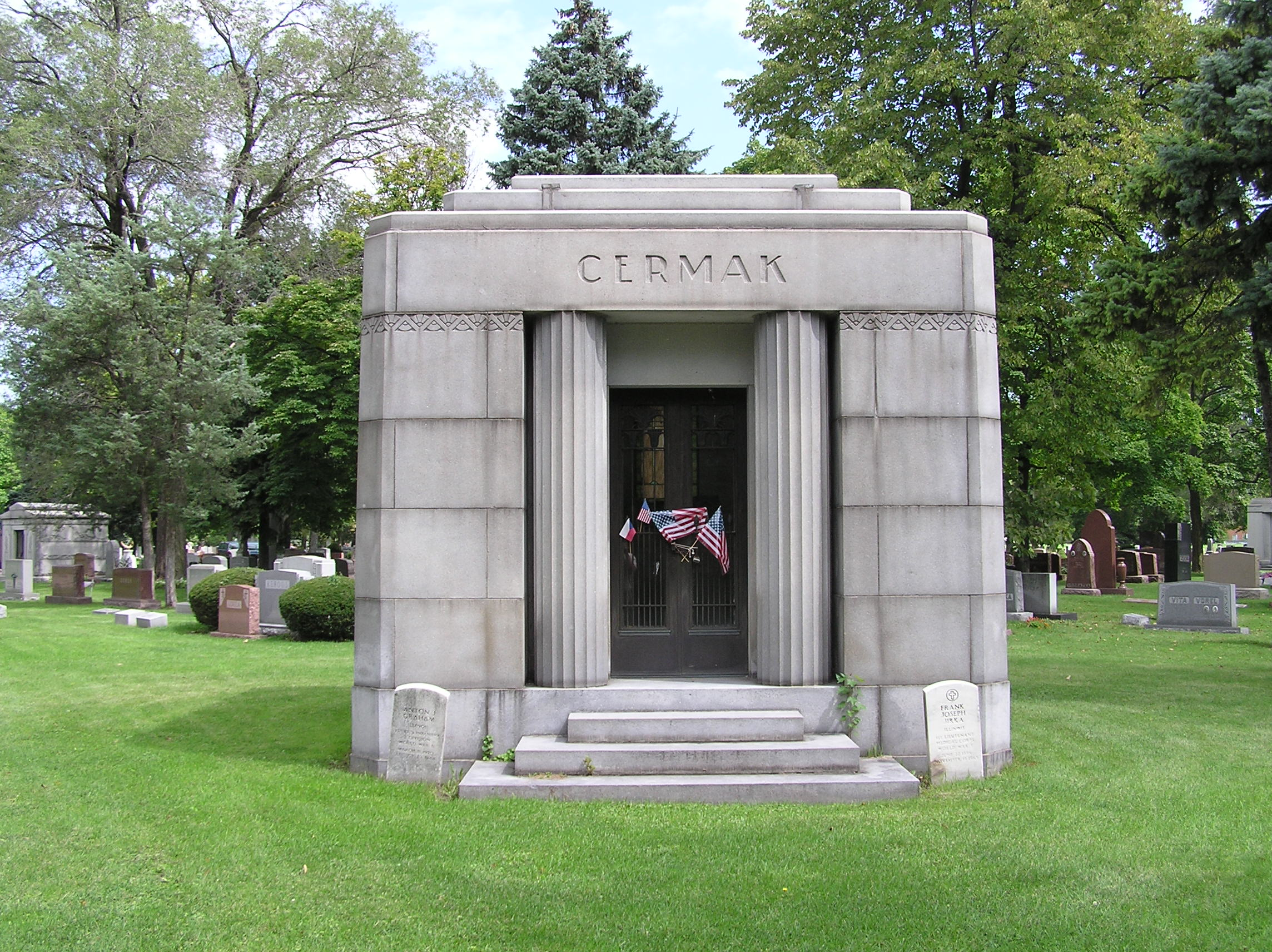
Sépulture de Cermak au Bohemian National Cemetery.

Alors qu'il se trouve avec le président élu Franklin D. Roosevelt à Bayfront Park à Miami en Floride, le 15 février 1933, il est abattu par Giuseppe Zangara. La plupart des historiens pensent que Zangara tenta d'assassiner Roosevelt, mais le manqua et toucha Cermak. D'autres cependant pensent que Nitti avait donné ordre de tuer Cermak, et que le contrat avait été offert à Zangara. Celui-ci est connu pour avoir été tireur d'élite dans l'armée italienne avant d'émigrer en Amérique, ce qui amène certains à spéculer que Cermak était bel et bien la cible. Cermak aurait dit en s'effondrant : « Je suis content que cela soit moi plutôt que vous », même si cela reste contesté. Il meurt trois semaines plus tard de ses blessures et d'une péritonite.
Anton Cermak est enterré à Chicago, au Bohemian National Cemetery (cimetière national bohémien). Le cimetière a été créé par des membres de la communauté tchèque de Chicago en 1877.

### Hommage
La Cermak Road (anciennement 22th Street), une artère importante de Chicago, fut renommée en son honneur.